# Six pièces (Pierné)

Les Six pièces sont un recueil de six pièces pour piano de Gabriel Pierné. Composées en 1935, elles constituent un hommage à quelques auteurs de prédilection.

## Structure
1. Prélude sur le nom de Paul Dukas : (assez lent) dans une ambiance sombre, hommage à Paul Dukas
2. La poupée mécanique de Debussy : (allegretto) dans l'esprit de Children's corner, célèbre recueil de Debussy.
3. Mendelssohnia : (modéré et très souple) romance sans paroles en hommage à l'auteur de la célèbre fileuse.
4. Tombeau : (modéré quasi andantino) Hommage à César Franck.
5. Voyage au pays du Tendre : (quasi andantino) d'après la carte de Madeleine de Scudéry.
6. Gulliver au pays de Lilliput : (sans lenteur) hommage au héros du célèbre roman de Jonathan Swift